# Томас Франсуа Буржес
Томас Франсуа Буржес (Бюргерс) (*афр. Thomas François Burgers; 15 квітня 1834 — 9 грудня 1881) — 4-й президент Південно-Африканської республіки в 1872—1877 роках.

## Життєпис
Молодший син Баренда та Елізабет Бургер. Народився 1834 року на фермі Лангефонтейн у Камдебу, Граафф-Райнет, Капська колонія. Вивчав теологію в Утрехтському університеті (Нідерланди). 1859 року, по поверненню став керувати приходом містечка Ганновера, на півночі Капської колонії.
Швидко вступив у бурхливу полеміку з Голландським реформатським синодом щодо його нібито лібералізму та невіри в буквальну правду Біблії. Він критикував традиційну культуру і наголошував на знаннях та раціоналізмі. У 1862 році його було звинувачено в єресі, а в 1864 році Синод визнав його винним і був відлучений від церкви. Верховний суд скасував це рішення, і в 1865 році він був знову повернений на посаду.
Завдяки цьому став широко відомий. В цей час відбувалася політична криза в Південно-африканській республіці, де діяв тимчасовий президент Даніель Якобус Еразмус. Буржеса запросили стати президентом, 1872 року він був обраний переважаючою більшістю голосів.

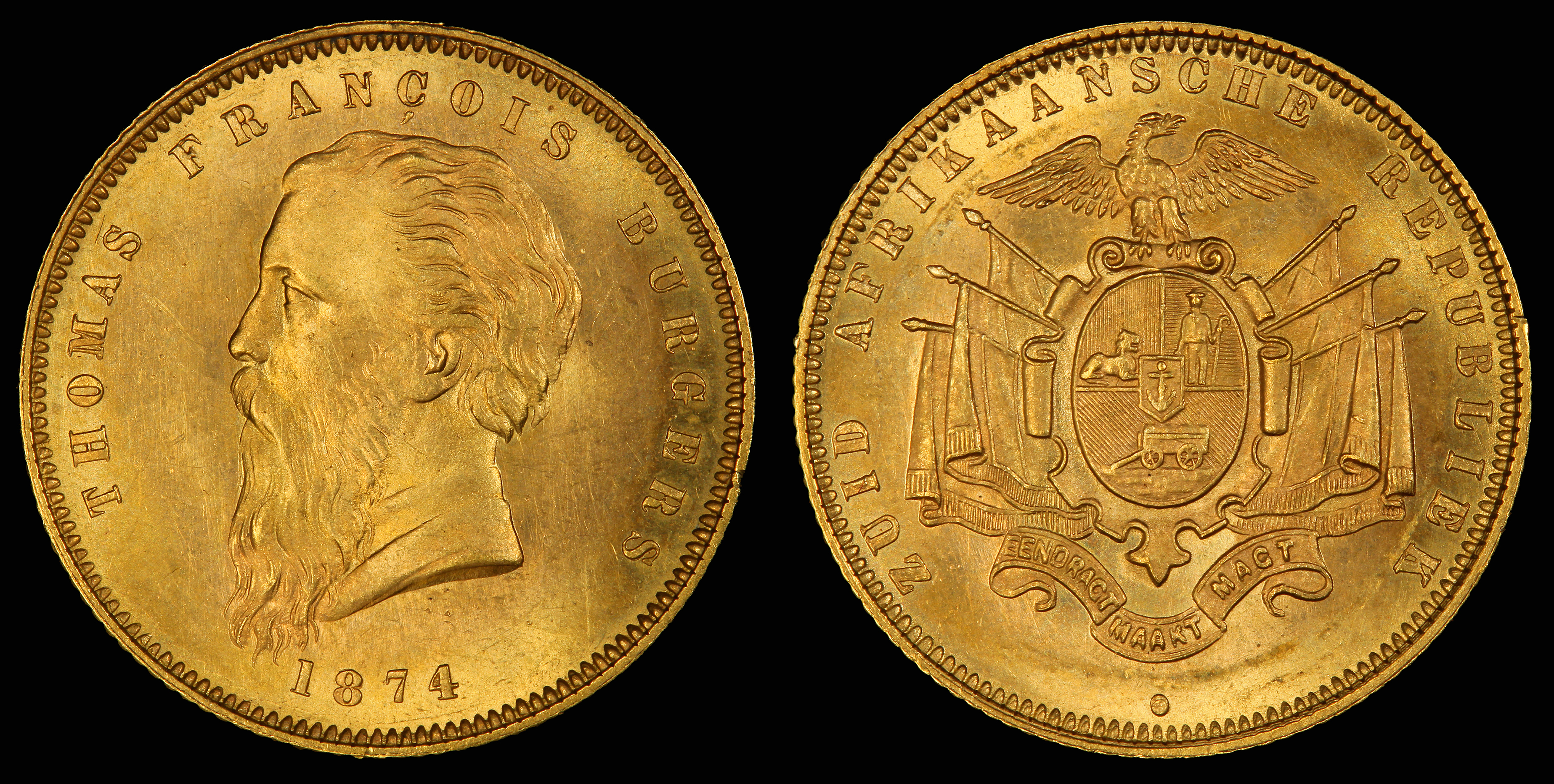
Монети республіки із зображення Буржеса

Намагався активно розбудовувати державу, насамперед економічні інституції. Започаткував 1874 року карбування перших монет, відомих як буржерспонд (фунти Буржеса). Вони були вибиті в золоті на Монетному дворі Хітона в Бірмінгемі (Велика Британія), коли Буржес був там з візитом.
Також захопився ідеї звести залізницю, що сполучала би республіку з узбережжям океану. У 1874 році він поїхав до Європи, щоб зібрати кошти. По поверненню 1875 року стикнувся з Секукуне I, вождем педі, з яким довелося вести запеклу війну. В результаті потуга республіки була посалблена, а мета розширення території не досягнута. Через це втратив авторитет, внаслідок чого пішов у відставку 1877 року.
Він повернувся до Капської колонії, де помер 1881 року.